# ユーハ・チアイネン
ユーハ・チアイネン （Juha Tiainen、1955年12月5日 - 2003年4月28日）は、フィンランドの陸上競技選手。南スオミ州南カルヤラ県ウークニエミ出身。
ハンマー投の選手として、1984年ロサンゼルスオリンピックに出場。ソ連をはじめとした東側諸国のボイコットにより多くの有力選手を欠く中、金メダルを獲得した。

## 自己ベスト
- ハンマー投 - 81m52　(1984年6月11日)

## 主な実績
| 年   | 大会                         | 場所                         | 種目       | 結果    | 記録  |
| ---- | ---------------------------- | ---------------------------- | ---------- | ------- | ----- |
| 1982 | ヨーロッパ陸上競技選手権大会 | アテネ（ギリシャ）           | ハンマー投 | 12位    | 72m12 |
| 1983 | 世界陸上競技選手権大会       | ヘルシンキ(フィンランド)     | ハンマー投 | 9位     | 75m60 |
| 1984 | オリンピック                 | ロサンゼルス(アメリカ合衆国) | ハンマー投 | 1位     | 78m08 |
| 1987 | 世界陸上競技選手権大会       | ローマ(イタリア)             | ハンマー投 | 13位(q) | 75m10 |

- qは予選